# Maria Nikoleta Kaltsogianni
Maria Nikoleta Kaltsogianni (griechisch Μαρία Νικολέτα Καλτσογιάννη, * 17. Oktober 2003) ist eine griechische Skirennläuferin.

## Karriere
Kaltsogianni gab ihr internationales Renndebüt am 12. November 2019 bei einem Juniorenrennen in Solda. Ihr erstes internationales Großereignis bestritt sie wenige Monate später bei den Olympischen Jugend-Winterspielen in Lausanne. Dort erreichte sie ihre beste Platzierung im Slalom mit Rang 30.
2021 bestritt Kaltsogianni ihre ersten Weltmeisterschaften. Bei den Wettkämpfen in Cortina d’Ampezzo erreichte sie den 38. Platz im Slalom. Wenige Monate später wurde sie griechische Vizemeisterin im Slalom.
Zum Abschluss der Saison 2023/24 wurde sie erstmals griechische Meisterin im Slalom, zudem wurde sie Vizemeisterin im Riesenslalom.

## Erfolge

### Weltmeisterschaften
- Cortina d’Ampezzo 2021: 38. Slalom
- Courchevel/Méribel 2023: 54. Slalom, DNQ Riesenslalom

### Juniorenweltmeisterschaften
- Narvik 2020: 32. Alpine Kombination, 67. Riesenslalom, DNS Super-G
- Bansko 2021: 33. Slalom, 38. Riesenslalom
- Haute-Savoie 2024: 38. Slalom, 54. Riesenslalom

### Olympische Jugend-Winterspiele
- Lausanne 2020: 30. Slalom, 33. Riesenslalom, 50. Super-G, DNF Alpine Kombination

### Europäisches Olympisches Winter-Jugendfestival
- Vuokatti 2021: 45. Slalom

### Weitere Erfolge
- Griechische Meisterin im Slalom 2024
- Griechische Vizemeisterin im Slalom 2021
- Griechische Vizemeisterin im Riesenslalom 2021
- 4 Podestplätze bei FIS-Rennen